# Винная гора
Винная гора (Винакалнс — латыш. Vīna kalns) — виноградные насаждения в городе Сабиле в Латвии. Площадь виноградников — около 1,5 гектара. Вершина горы находится примерно в 34 метрах над уровнем реки Абавы. Винная гора в Сабиле занесена в Книгу рекордов Гиннесса как самый северный виноградник в мире (при соблюдении двух критериев: виноградник растет до сих пор и выращивается под открытым небом).
Сабильские виноградники на Винной горе первоначально созданы немцами в XIV—XVI веках и играли важную роль для региона, но в начале XVIII века сильно пострадали в ходе Северной войны и впоследствии пришли в упадок. В 1936—1938 гг. по распоряжению президента Латвии Карлиса Ульманиса виноградный холм был восстановлен, на южном склоне были сооружены террасы общей длиной 2800 метров и посажены 1350 лоз, а на вершине холма был устроен бассейн объёмом 110 кубометров для орошения террас (не сохранился); планировалось также возведение обзорного павильона. По замыслу Ульманиса виноградник должен был привлекать в регион туристов; первый урожай сабильского винограда был представлен в 1939 году на Латвийской сельскохозяйственной выставке в Елгаве. Реставрацию виноградника после Второй мировой войны проводила агроном Сподра Берзиня (латыш. Spodra Bērziņa; 1921—1995), занимавшаяся Винным холмом в 1945—1967 гг. и высадившая в первые десять лет работы более 1500 саженцев; затем, однако, виноградник снова постепенно был заброшен. Новый этап его восстановления начался на рубеже 1980—1990-х гг.; в 2003 году Винный холм перешёл в собственность Сабильского муниципалитета. С 1999 года в Сабиле проводится ежегодный Винный праздник.